# Eunicea
Eunicea es un género de gorgonias marinas perteneciente a la familia Plexauridae, del suborden Holaxonia. 
Sus especies están ampliamente distribuidas en aguas tropicales del océano Atlántico occidental, desde Florida a Brasil.

## Especies
El Registro Mundial de Especies Marinas reconoce como válidas las siguientes especies en el género:
- Eunicea aspera Duchassaing & Michelotti, 1860
- Eunicea asperula Milne Edwards & Haime, 1857
- Eunicea calyculata (Ellis & Solander, 1786)
- Eunicea castelnaudi Milne Edwards & Haime, 1857
- Eunicea citrina Valenciennes, 1855
- Eunicea clavigera Bayer, 1961
- Eunicea distans Duchassaing & Michelotti, 1860
- Eunicea echinata Valenciennes, 1855
- Eunicea esperi Duchassaing & Michelotti, 1860
- Eunicea flexuosa (Lamouroux, 1821)
- Eunicea fusca Duchassaing & Michelotti, 1860
- Eunicea gracilis Valenciennes, 1855
- Eunicea heteropora (Lamarck, 1816)
- Eunicea hicksoni Stiasny, 1935
- Eunicea hirta Duchassaing & Michelotti, 1860
- Eunicea humilis Milne Edwards, 1857
- Eunicea inexpectata Stiasny, 1939
- Eunicea knighti Bayer, 1961
- Eunicea laciniata Duchassaing & Michelotti, 1860
- Eunicea laxispica (Lamarck, 1815)
- Eunicea lugubris Duchassaing & Michelotti, 1860
- Eunicea madrepora (Dana, 1846)
- Eunicea mammosa Lamouroux, 1816
- Eunicea multicauda (Lamarck, 1816)
- Eunicea pallida Garcia Parrado & Alcolado, 1996
- Eunicea palmeri Bayer, 1961
- Eunicea pinta Bayer & Deichmann, 1958
- Eunicea sayoti Duchassaing & Michelotti, 1860
- Eunicea sparsiflora Kunze, 1916
- Eunicea stromyeri Duchassaing & Michelotti, 1860
- Eunicea succinea (Pallas, 1766)
- Eunicea tayrona Sánchez, 2009
- Eunicea tourneforti Milne Edwards & Haime, 1857
- Eunicea turgida Ehrenberg, 1834

## Morfología
Su estructura general es en forma de candelabro, con pocas ramas, o, en algún caso  arbustiva, como E. calyculata, y con ramas cilíndricas que tienden a verticales, dispuestas más o menos en paralelo. La ramificación ocurre principalmente en el área basal y en raras ocasiones a lo largo de las ramas principales. Las ramas son gruesas, tienen entre 5 y 20 mm de diámetro, y, normalmente de ramificación dicotómica. El axis, o eje, de la colonia esta altamente calcificado con calcita y se compone también de gorgonina, sustancia específica que generan gran parte de las gorgonias, y que aporta flexibilidad a sus esqueletos. 
Las escleritas son de diversa forma según su ubicación en la colonia, las de la superficie exterior son principalmente frondosas, alagadas y sobresalientes. La capa media contiene husos ordinarios, a menudo de gran tamaño, y la parte superior tentacular está provista de espículas rectas o encorvadas. Invariablemente, algunas espículas de la corteza axial son de color violeta, lavanda o púrpura.
Los cálices de los pólipos son circulares, ovales o alargados, y suelen presentar montículos en la superficie de la rama por dónde salen al exterior, siendo por tanto protuberantes, con frecuencia con un labio inferior más largo y hacia arriba. Los pólipos se pueden retraer en la mayoría de los casos.
Pueden alcanzar los 180 cm de largo, en especies como E. calyculata.
La coloración del cenénquima, o tejido común de la colonia que reviste el esqueleto, puede ser amarillenta, marrón, gris, negro o malva. Los pólipos son de color marrón claro.

## Reproducción
Se reproducen asexualmente mediante fragmentación, y sexualmente, lanzando al exterior sus células sexuales. En este tipo de reproducción, la mayoría de los corales liberan óvulos y espermatozoides al agua, siendo por tanto la fecundación externa. Los huevos, una vez en el exterior, permanecen a la deriva arrastrados por las corrientes varios días, más tarde se forma una larva plánula que, tras deambular por la columna de agua marina, se adhiere al sustrato y comienza su vida sésil, metamorfoseándose a pólipo, replicándose después por gemación, generando un esqueleto, y dando origen así a la colonia coralina.

## Hábitat y distribución
A sotavento de terrazas de arrecifes de coral, laderas de arrecifes superiores y arrecifes externos. Siempre en áreas expuestas a oleaje moderado. Suelen habitar en substratos rocosos o fondos blandos, con su base enterrada en el sedimento, en suelos arenosos o grietas de rocas. 
Entre 1 y 675 m de profundidad,  y en un rango de temperatura entre 21.45 y 27.88 °C.
Sus especies son predadas por caracoles de los géneros Simnia, Cyphoma y Cypraea, así como por peces mariposa, peces lija, Acanthostracion polygonius, peces murciélago, pagualas o peces ángel.
Se distribuyen en aguas tropicales del océano Atlántico occidental; en Florida, Golfo de México, el Caribe y Brasil.

## Alimentación
Contienen algas simbióticas mutualistas (ambos organismos se benefician de la relación), llamadas zooxantelas. Las algas realizan la fotosíntesis produciendo oxígeno y azúcares, que son aprovechados por las gorgonias, y se alimentan de los catabolitos de la gorgonia (especialmente fósforo y nitrógeno). No obstante, también se alimentan de las presas de micro-plancton, que capturan con los minúsculos tentáculos de sus pólipos.

## Galería

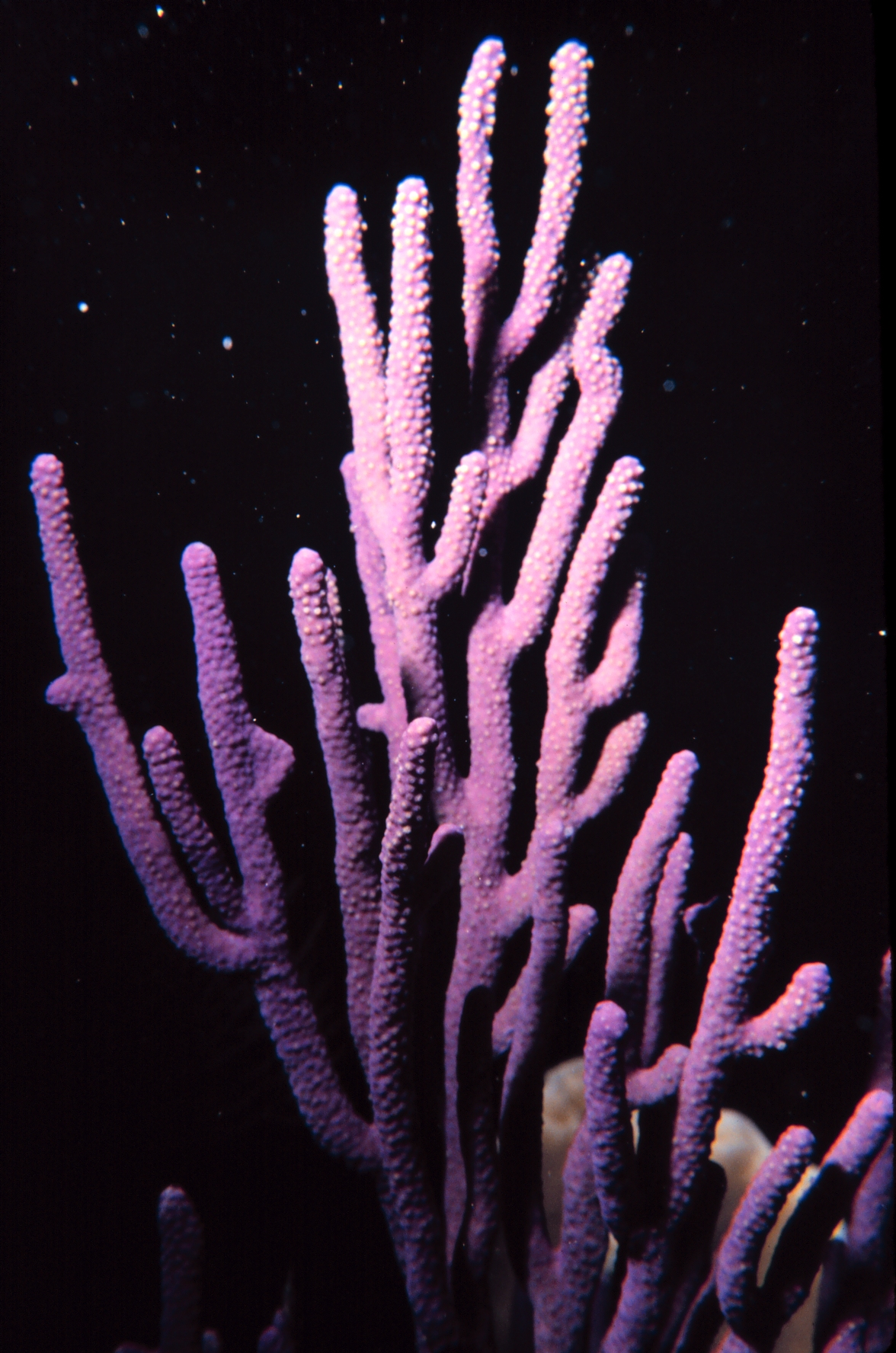
Eunicea flexuosa
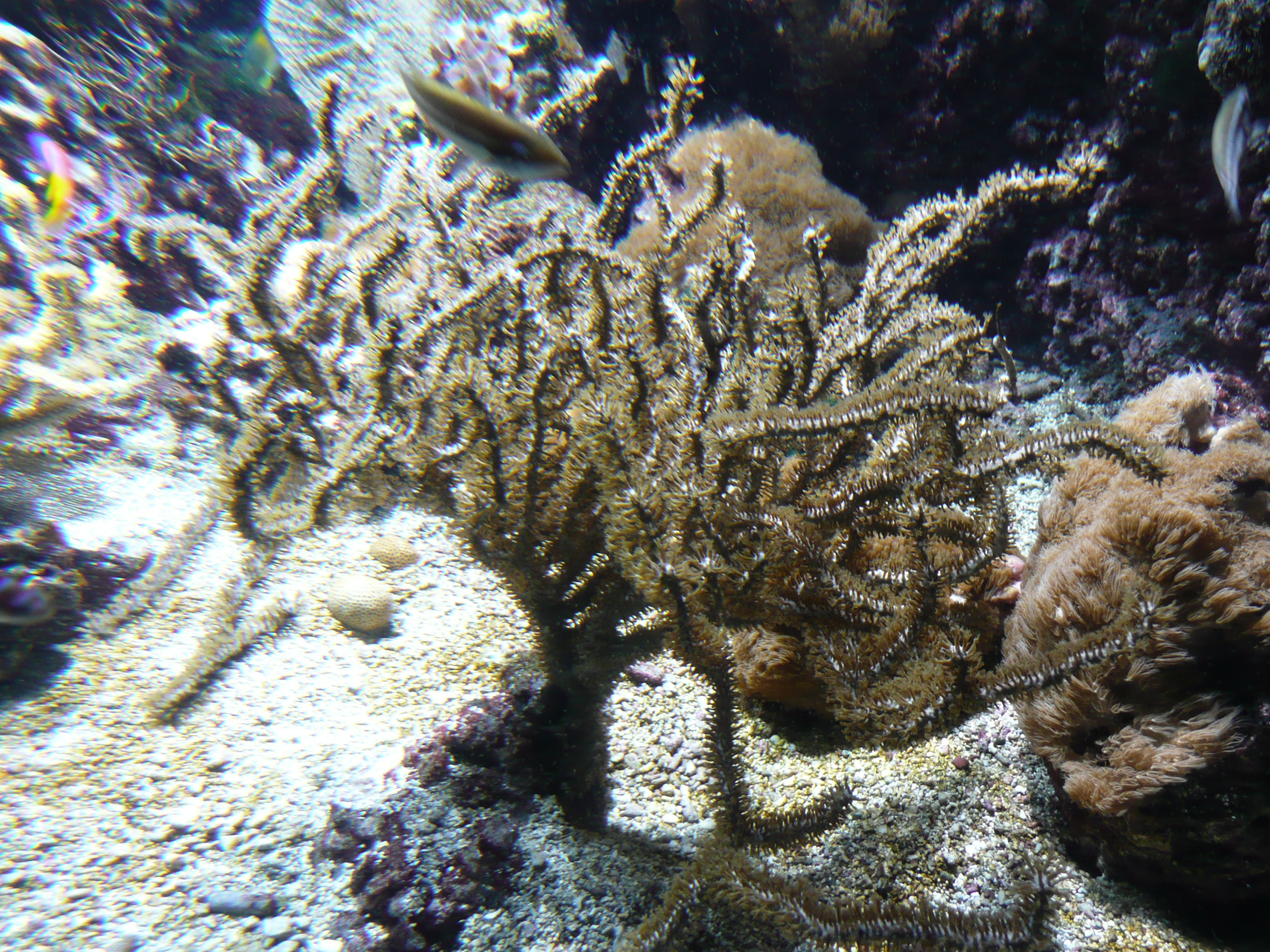
Eunicea calyculata
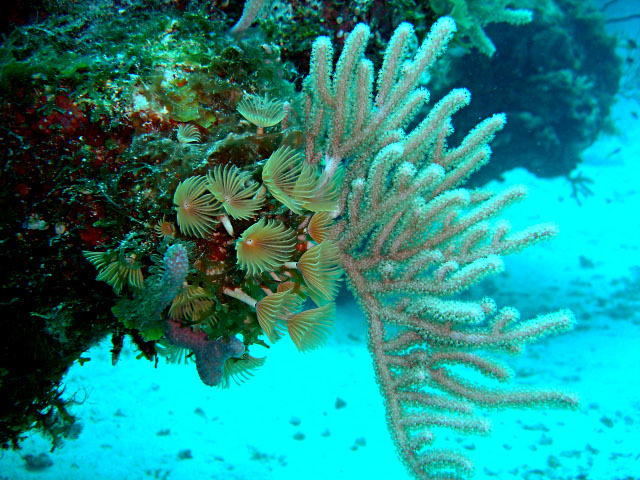
Eunicea mammosa
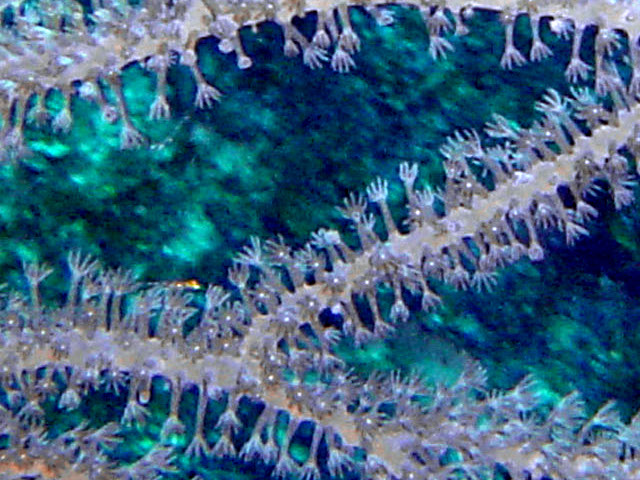
Pólipos de E. mammosa, Pinar del Río, Cuba
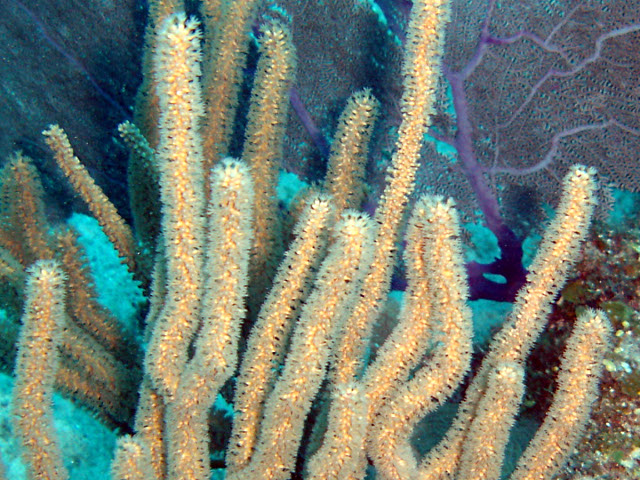
E. mammosa, isla Juventud, Cuba
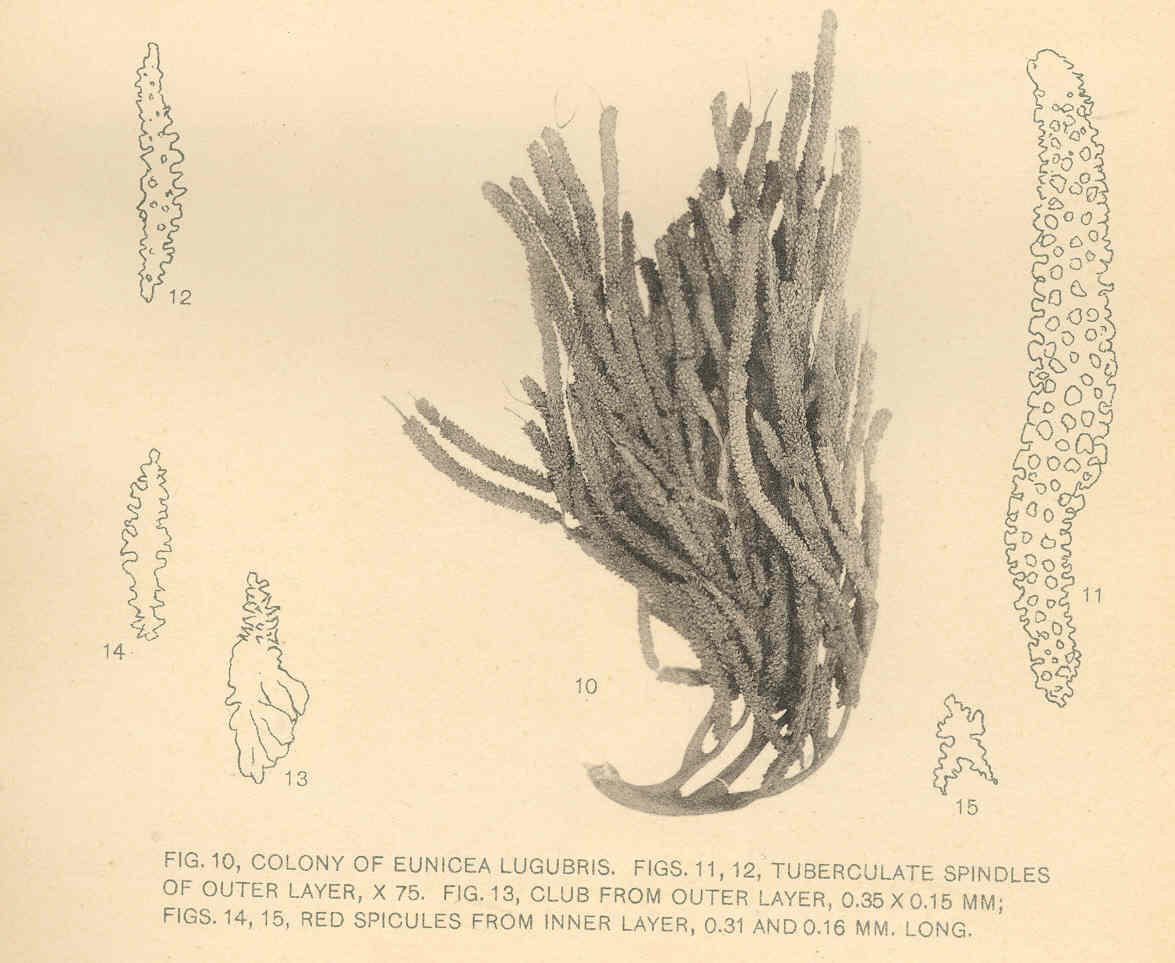
Imagen de Eunicea lubugris y sus espículas características. 1902